# چشمانم را ببند (فیلم)
چشمانم را ببند (به انگلیسی: Close My Eyes) فیلمی به نویسندگی و کارگردانی استیون پولیاکوف محصول سال ۱۹۹۱ با بازی آلن ریکمن، کلایو اوون و ساسکیا ریوز است.